# Kanton Gonesse
Der Kanton Gonesse war bis 2015 ein französischer Wahlkreis (Kanton) im Arrondissement Sarcelles, im Département Val-d’Oise und in der Region Île-de-France; sein Hauptort war Gonesse. Vertreterin im Generalrat des Départements war von 2004 bis 2011 Viviane Gris (PS). Ihr folgte Cédric Sabouret (ebenfalls PS) nach.

## Gemeinden
Der Kanton bestand aus neun Gemeinden:
| Gemeinde                 | Einwohner Jahr | Fläche km² | Bevölkerungsdichte | Code INSEE | Postleitzahl |
| ------------------------ | -------------- | ---------- | ------------------ | ---------- | ------------ |
| Bouqueval                | 325 (2013)     | 2,81       | 116 Einw./km²      | 95094      | 95720        |
| Chennevières-lès-Louvres | 321 (2013)     | 4,58       | 70 Einw./km²       | 95154      | 95380        |
| Épiais-lès-Louvres       | 113 (2013)     | 3,42       | 33 Einw./km²       | 95212      | 95380        |
| Gonesse                  | 26.075 (2013)  | 20,09      | 1298 Einw./km²     | 95277      | 95500        |
| Roissy-en-France         | 2.833 (2013)   | 14,09      | 201 Einw./km²      | 95527      | 95700        |
| Le Thillay               | 4.166 (2013)   | 3,94       | 1057 Einw./km²     | 95612      | 95500        |
| Vaudherland              | 78 (2013)      | 0,09       | 867 Einw./km²      | 95633      | 95500        |
| Vémars                   | 866 (2013)     | 8,18       | 106 Einw./km²      | 95641      | 95470        |
| Villeron                 | 787 (2013)     | 5,61       | 140 Einw./km²      | 95675      | 95380        |

## Bevölkerungsentwicklung
| 1962   | 1968   | 1975   | 1982   | 1990   | 1999   | 2006   | 2011   |
| ------ | ------ | ------ | ------ | ------ | ------ | ------ | ------ |
| 13.283 | 26.798 | 27.355 | 28.835 | 31.744 | 34.172 | 36.202 | 37.405 |